# Hermogen (Maksimow)
Hermogen, imię świeckie: Grigorij Iwanowicz Maksimow (ur. 1861, zm. w lipcu 1945 w Zagrzebiu) – rosyjski duchowny prawosławny, twórca Chorwackiego Kościoła Prawosławnego.

## Życiorys
W 1886 ukończył studia teologiczne w Kijowskiej Akademii Duchownej. W 1910 został wyświęcony na wikariusza eparchii dońskiej z tytułem biskupa jekatierinosławskiego i nowomoskowskiego. Brał udział w organizacji Tymczasowego wyższego zarządu cerkiewnego na południowym wschodzie Rosji, działał w jego strukturach do 1919. Emigrował wówczas z ogarniętej wojną domową Rosji; zarządzał parafiami założonymi przez emigrantów rosyjskich w Grecji, na Cyprze i w Egipcie. Przystąpił do Rosyjskiego Kościoła Prawosławnego poza granicami Rosji, lecz nie odgrywał w nim aktywnej roli, żyjąc jako arcybiskup w stanie spoczynku w monasterze Novo Hopovo. Współzałożyciel Bractwa Rosyjskiej Prawdy.
W 1942 zgodził się stanąć na czele Chorwackiego Kościoła Prawosławnego – niekanonicznej struktury działającej na terytorium Niepodległego Państwa Chorwackiego. W 1942 otrzymał godność metropolity od patriarchy Rumunii Nikodema. Rosyjski Kościół Prawosławny poza granicami Rosji wykluczył go jednak ze swojego episkopatu, gdyż struktura, na czele której stanął Hermogen, wbrew prawu kanonicznego ogłosiła autokefalię części terytorium Serbskiego Kościoła Prawosławnego. Metropolita Anastazy (Gribanowski) pozbawił wówczas Hermogena stanu duchownego.
Po upadku marionetkowego państwa chorwackiego metropolita Hermogen po jednodniowym pokazowym procesie skazany na śmierć i rozstrzelany przez partyzantów Tity.
W 2010 Hermogen (Maksimow) został kanonizowany jako nowomęczennik przez Rosyjski Kościół Prawdziwie Prawosławny.